# Norbert Kricke
Norbert Kricke (* 30. November 1922 in Düsseldorf; † 28. Juni 1984 ebenda) war ein deutscher Bildhauer.
Sein Hauptwerk sind die so genannten Raumplastiken aus metallischen Linien, die den Raum dynamisch durchfahren. Kricke wollte durch die Darstellung von Raum und Bewegung dem Menschen ein Gefühl von Freiheit vermitteln. Ab den ersten abstrakten Plastiken in den frühen 1950er Jahren bis zu seinem Tod ist er der Linie als Gestaltungsmittel treu geblieben. Er gehört zu den wichtigsten Vertretern der deutschen Nachkriegsmoderne.

## Leben und Werk
Kricke studierte bis 1946 an der Hochschule der Künste Berlin bei dem traditionellen Bildhauer Richard Scheibe, dessen Meisterschüler er wurde, und bei Hans Uhlmann, der als einer der ersten deutschen Bildhauer abstrakte Drahtplastiken schuf. 1947 zog Kricke nach Düsseldorf und wurde 1964 als Professor an die Kunstakademie Düsseldorf berufen, deren Direktor er von 1972 bis 1981 war.
Als Gast des British Council machte er 1955 eine Studienreise nach England und Schottland. 1958 besuchte er die Harvard University, 1973 mit John A. Thwaites, Mladen Lipecki und anderen Ägypten.
Nach ersten figürlichen Skulpturen fand Kricke im filigranen, biegsamen Drahtgestell sein eigentliches plastisches Gestaltungsmittel. Ab 1950 schuf er erste abstrakte Gebilde, die er Raumplastiken nannte. Sie bestehen aus filigranen Stahllinien, die sich dynamisch durch den Raum zu bewegen scheinen. Die immateriell und schwerelos wirkenden Raumplastiken stehen im Gegensatz zur traditionellen Körperplastik, deren Massenvolumen aus Materialien wie Stein, Marmor oder Bronze eine geschlossene Oberfläche ausbildet und den umgebenden Raum ausgrenzt. Mittels transparenter Materialien, perforierter Oberflächen und verschiedener Ansichten wurden Raum und Bewegung zum Thema seiner modernen Plastik. Kricke war ein Vertreter der modernen Vorstellung von Raum und Zeit, die als allgegenwärtige Größen alles durchdringen. Er selbst sagte, dass er die Einheit von Raum und Zeit durch die suggerierte Bewegung seiner Raumplastiken „darstellen“ will. Bei der Umsetzung dieser Gedanken spielte auch Wilhelm Lehmbruck eine tragende Rolle. Als Flieger der Luftwaffe im Zweiten Weltkrieg und als Züchter von Brieftauben hatte Kricke einen spezifischen Zugang zum Begriffspaar Raum und Bewegung, das ihn auch als Künstler beschäftigte.
Krickes erste abstrakte Plastiken sind noch geometrisch und rechtwinklig und stehen in der Tradition des Konstruktivismus von Naum Gabo und Antoine Pevsner der Vorkriegsmoderne, deren plastische Gebilde auf einer technisch-mathematischen Herangehensweise beruhen.
Zunehmend wurde Krickes Formsprache aber freier, expressiver und dynamischer. Nachdem er 1952 mit der Serie der Lütticher die diagonale Linie eingeführt hatte, ähnelten seine Kurvigen, Knoten und Knäuel ab 1953 immer mehr gestenhaften Zeichen. Sie wirken wie choreographische Spuren des Künstlers, die in Material festgehalten sind. Diese Formtypen stehen im Verhältnis zum Informel, das in den fünfziger Jahren international die wichtigste künstlerische Strömung war. Nach Gleichschaltung und Instrumentalisierung der Kunst als Propagandamittel im Dritten Reich wollte die junge Künstlergeneration, zu der Kricke gehört, frei aus sich selbst heraus schaffen. Der individuelle Ausdruck der Informellen manifestierte sich in impulsiven, energetischen Linienschwüngen, die eine dynamische Raumvorstellung widerspiegeln. Nach Kricke bedeutet Raum in der Plastik immer Freiheit. Diese Freiheit soll bei der Betrachtung seiner Plastiken spürbar werden und sich auf den Menschen übertragen.
Im öffentlichen Raum war es Kricke ein Anliegen, die funktionalistische, streng rechtwinklige Architektur der Nachkriegsmoderne durch seine Plastiken aufzulockern. In ihrer Dynamik wirkt die Große Mannesmann von 1959, gestaltet aus Edelstahlrören des Unternehmens Mannesmann, noch heute als Gegensatz zur strengen Geometrie des Bürohauses von Paul Schneider-Esleben am Düsseldorfer Rheinufer. Eine große Flächenbahn aus dem gleichen Jahr befindet sich an der Stirnwand des „Kleinen Hauses“ des Theaters in Gelsenkirchen von Werner Ruhnau. Ein weiteres Werk, das in einen Gegensatz zur strengen rechtwinkligen Architektur seiner Umgebung trat, war die Space Sculpture, die ab 1965 vor dem Los Angeles County Museum of Art aufgestellt war.
Norbert Kricke war Teilnehmer der documenta II (1959) und der documenta III im Jahr 1964 in Kassel.
Ab Ende der 1960er Jahre kam es zwischen Beuys und Kricke, der Beuys messianisches Auftreten und „Jesus-Kitsch“ vorwarf, zu einer der härtesten Auseinandersetzungen der deutschen Nachkriegskunstgeschichte. Umgekehrt galt Kricke seinen Kritikern als „Siegelbewahrer einer informellen Vergangenheit“, als Künstler des Establishments und des Kapitals, während Beuys mit seinem Begriff der Sozialen Plastik und als Gründer der „Freien Internationalen Hochschule für Kreativität und interdisziplinäre Forschung“ sich als die wirkliche Avantgarde verstand. Als Direktor der Düsseldorfer Kunstakademie führte Kricke 1972 die Tradition des Akademie-Rundgangs ein, einer öffentlichen Ausstellung studentischer Semesterarbeiten im Akademiegebäude.
Günter Grass, Schriftsteller und Nobelpreisträger für Literatur, studierte 1948–1952 an der Kunstakademie Düsseldorf Grafik und Bildhauerei. Er erwähnt in seiner 2006 erschienenen Autobiografie: Beim Häuten der Zwiebel auch Norbert Kricke (S. 335): „In der Klasse des Bildhauers Enseling … stieß ich auf Norbert Kricke, der naturgetreu seinem Meister nacheiferte und lebendige nackte Mädchen in nackte Mädchen aus Gips verwandelte, bis er, nur wenige Jahre später, von seinen Nackedeis genug hatte und fortan mit dekorativ gebogenen Drahtskulpturen dem Zeitgeist zu Diensten war.“

## Werk

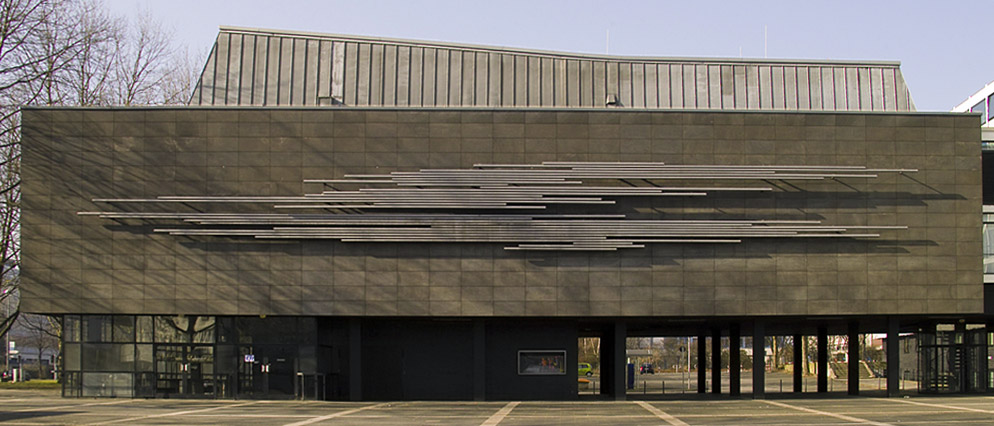
Plastik, 1959, am kleinen Haus des Musiktheaters im Revier, Gelsenkirchen
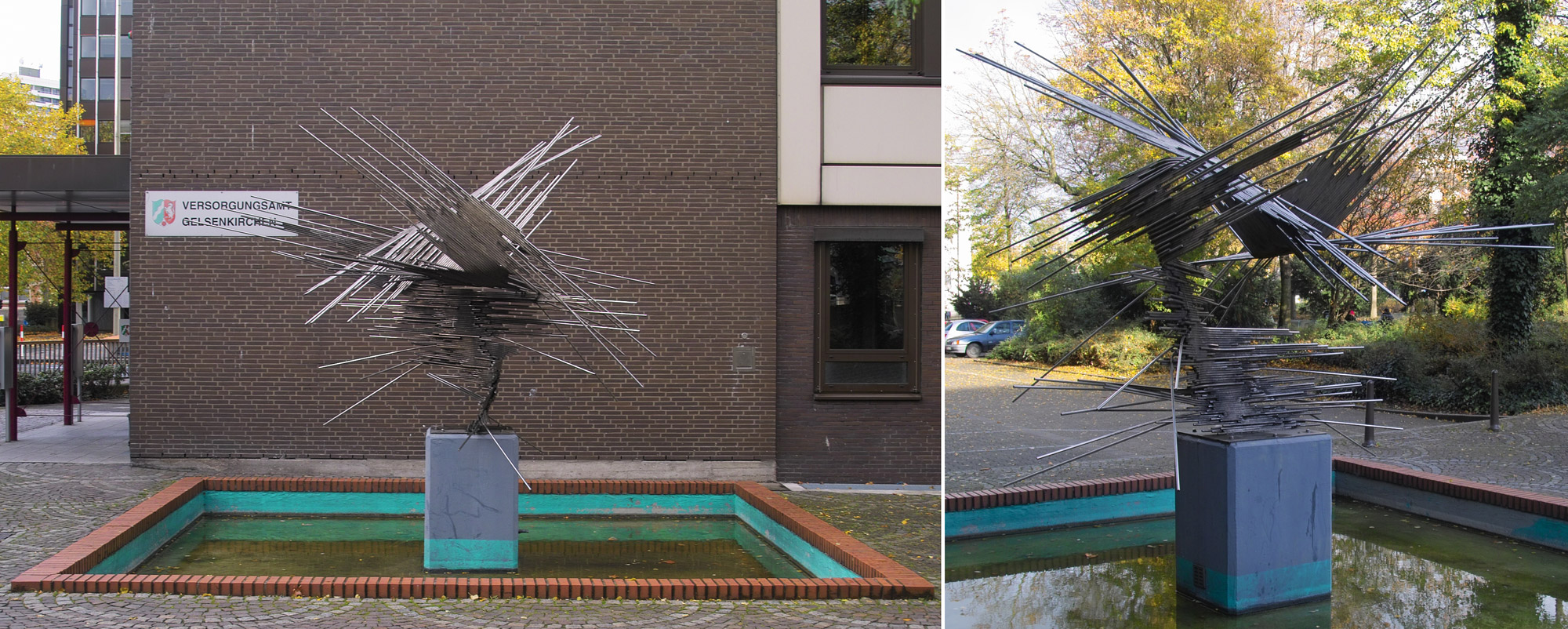
Plastik, ca. 1962, Gelsenkirchen, Nähe Musiktheater
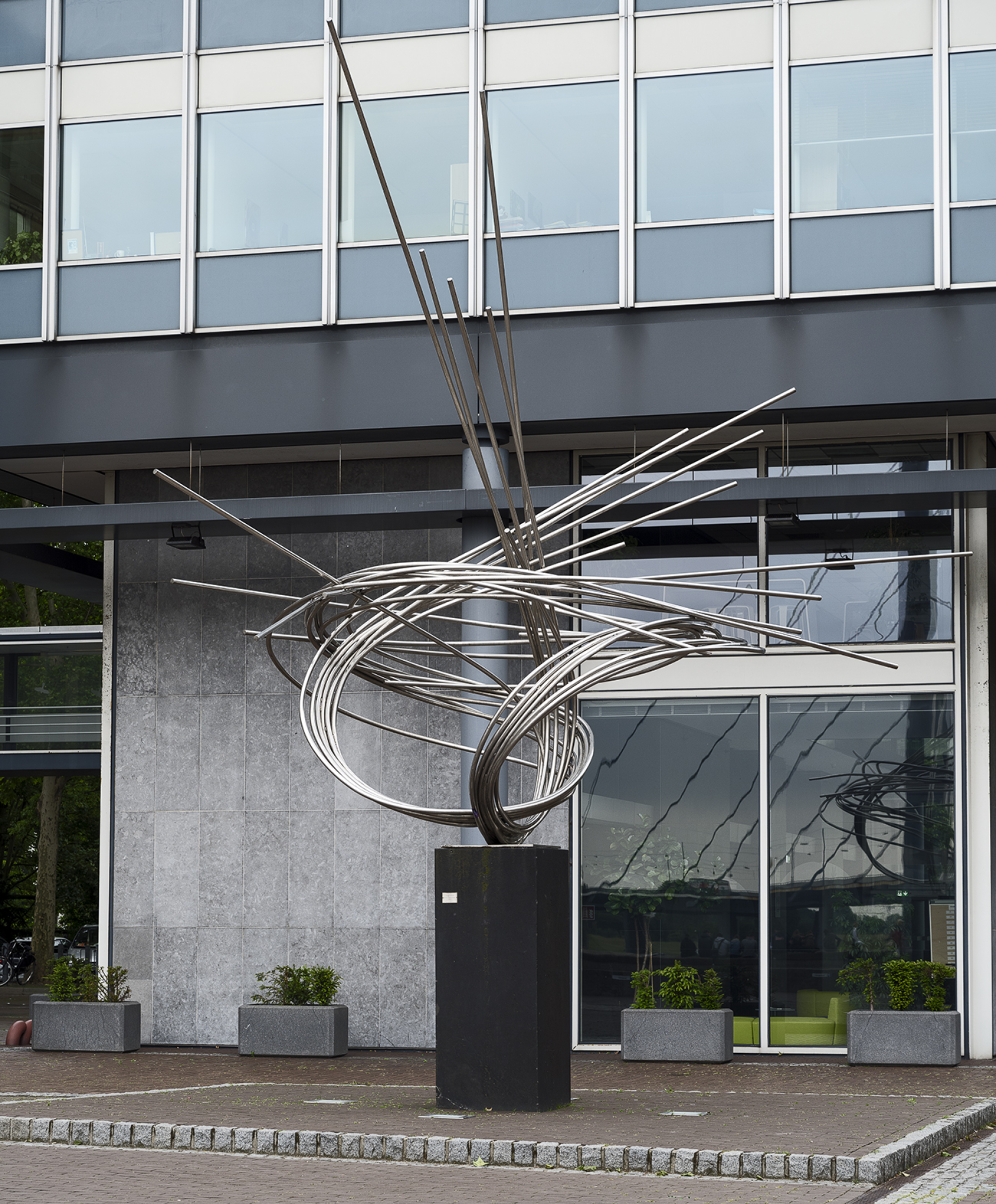
Große Mannesmann, 1958–1961, ausgestellt auf der documenta III, heutiger Standort: Platz am Mannesmann-Haus und Vodafone-Hochhaus, Düsseldorf
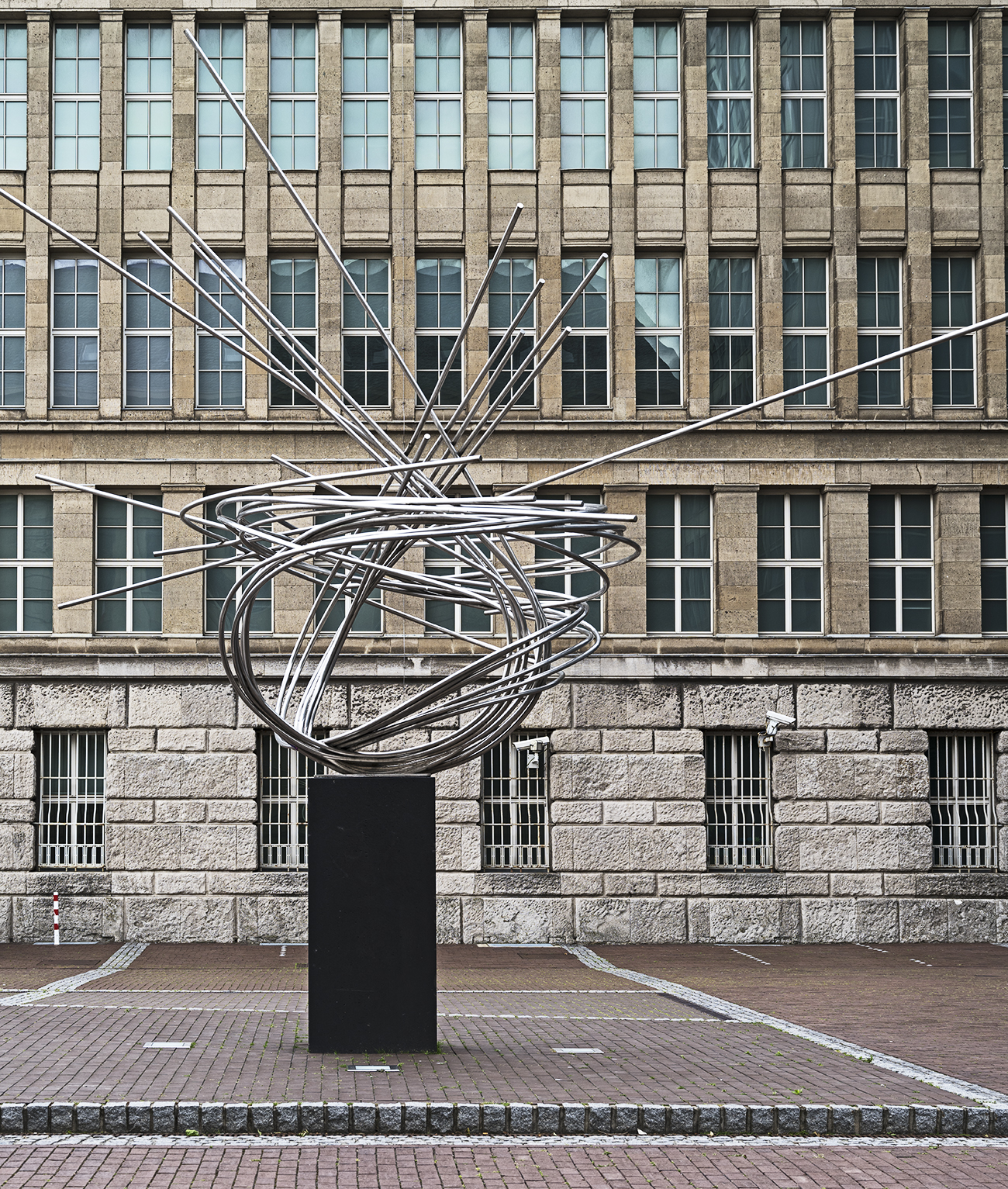
Große Mannesmann – andere Perspektive
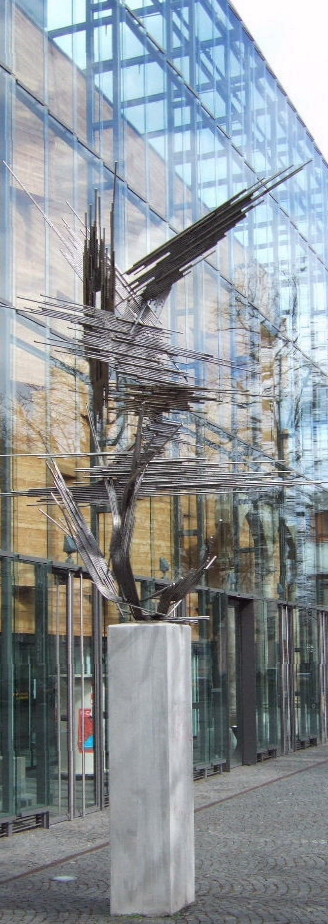
Kräftebündel, 1967, Rheinisches Landesmuseum Bonn
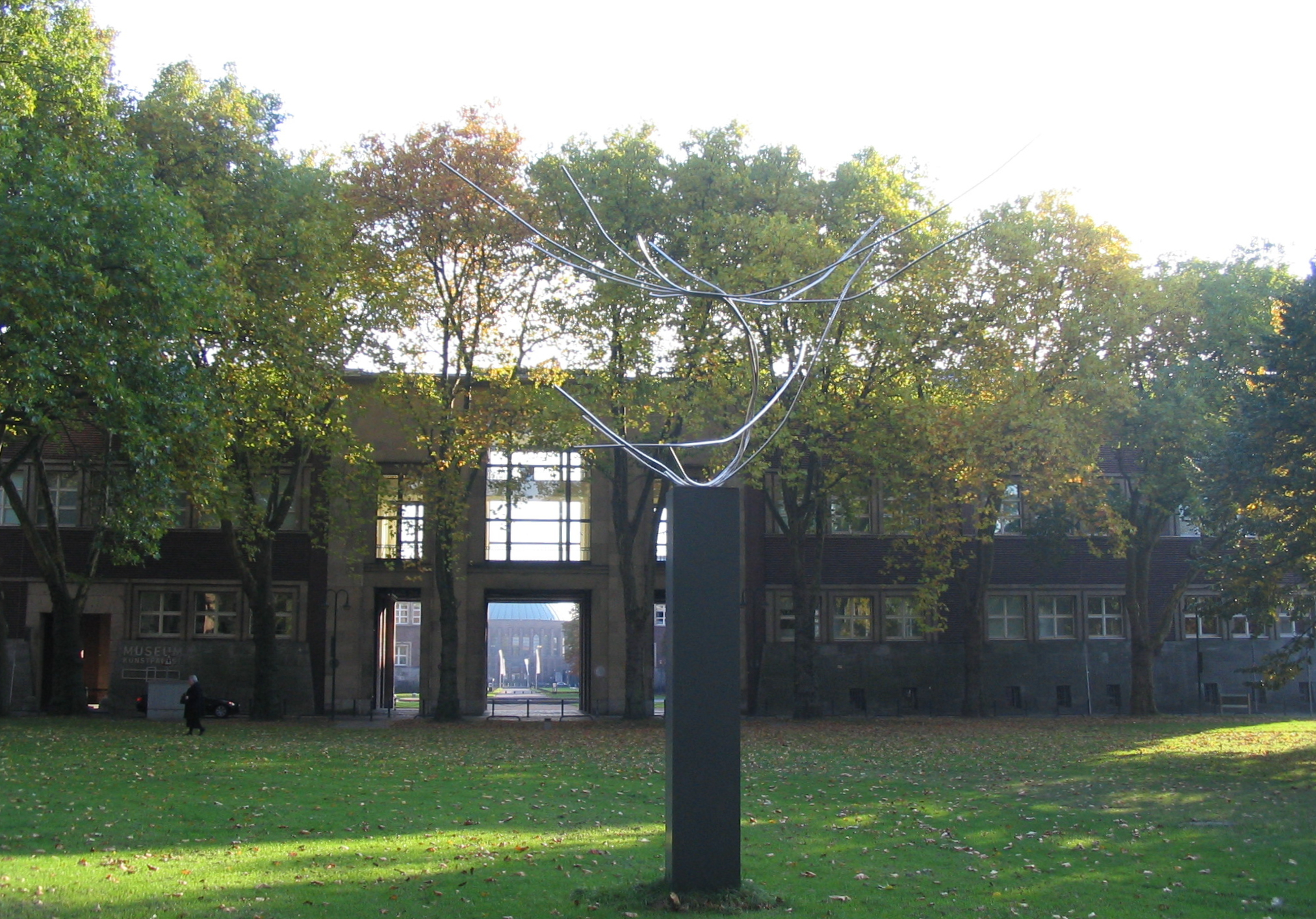
Große Fließende H, 1969, am Museum Kunstpalast, Düsseldorf
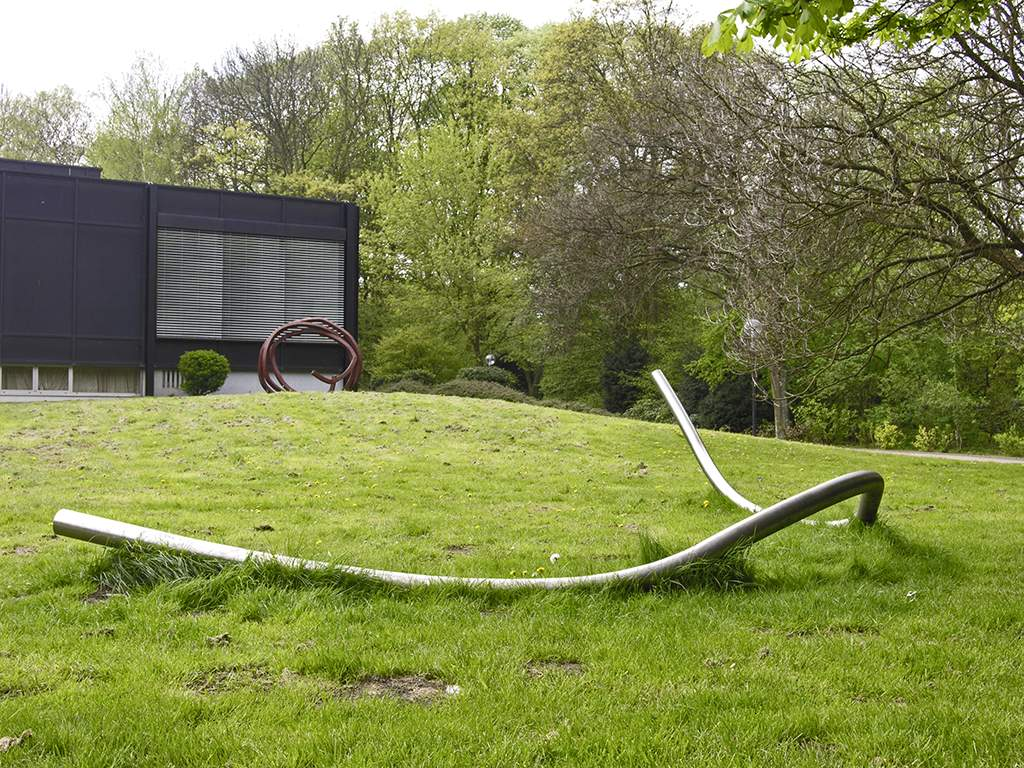
Große Kurve I, 1980, Bottrop

Wichtigste Großplastiken und Wassergestaltungen:
- 1955/1956: Große Raumplastik am Opernhaus, Theater Münster, Münster/Westfalen
- 1957–1959: Relief „Große Flächenbahn in zwei Ebenen“ am Stadttheater, Gelsenkirchen
- 1958: Relief in der Halle der Lufttechnischen Gesellschaft, Stuttgart
- 1958/1959: Raumplastik „Große Kasseler“, Stadt Leverkusen
- 1958–1961: Raumplastik „Große Mannesmann“, Düsseldorf
- 1961: Relief „Flächenbahn“, Aula des Apostelgymnasiums, Köln
- 1960–1963: Raumplastik Aggertalklinik, Engelskirchen
- 1961–1963: Raumplastik „Große Reux“ im Park von Château de Reux, Reux (Normandie)
- 1962: Raumplastik, Gelsenkirchen
- 1963/1964: „Wasserwald“, Innenhof der Rheinischen Girozentrale, Düsseldorf
- 1964–1965: Große Raumplastik, County Museum of Art, Los Angeles
- 1965/1966: Raumplastik „Große Fließende“, Fondation Maeght, St. Paul-de-Vence
- 1966: Relief „Flächenbahn“, Eingangshalle der Münchener Rückversicherungs-Gesellschaft, München
- 1966: Raumplastik, Zentralbad, Düsseldorf
- 1967: Raumplastik, Physikalisch-Technische Bundesanstalt, Braunschweig
- 1967/1968: Raumplastik, Rheinisches Landesmuseum, Bonn
- 1968: Raumplastik „Große Fließende Duisburg“, Wilhelm-Lehmbruck-Museum, Duisburg (zerstört)
- 1968: „Raumplastik 1962/IV“, Stadt Mönchengladbach
- 1969: Raumplastik „Große Hatje“, Stuttgart
- 1969/1970: Raumplastik „Große Fließende H. 69“, Kunstmuseum Düsseldorf
- 1972/1973: „Großer Wasserwald“, vor der Bundesanstalt für Arbeit, Nürnberg
- 1973: „Stabplastik“, in der Eingangshalle der Firma Knauber, Bonn
- 1974: „Raumplastik 1959–60“, Hirshhorn Museum (Skulpturengarten), Washington, D.C.
- 1976: Entwurfsarbeit „Wasserwände“ für Platzgestaltung der Rundfunkanstalten, Köln
- 1977: Raum-Zeit-Plastik „Große Giedion 1977“, Skulpturenpark Schmela, Düsseldorf-Lohausen
- 1978/1979: „Wasserwald“ im Gebäude des Europaparlaments, Straßburg

## Ausstellungen (Auswahl)
- 1975: Kunsthalle Düsseldorf, Düsseldorf
- 1976/1977: Staatsgalerie, Stuttgart
- 1980: Städtische Galerie im Städel, Frankfurt am Main
- 2006/2007: museum kunst palast, Düsseldorf
- 2008: Edith Wahllandt Galerie, Stuttgart
- 2013: Emil Schumacher Museum, Hagen
- 2022/2023: Norbert Kricke – Bewegungen im Raum, Museum Küppersmühle, Duisburg
- seit 2024: Raumplastik im Museum Reinhard Ernst, Wiesbaden[6]

## Auszeichnungen
- 1970: Bundesverdienstkreuz am Bande
- 1971: Wilhelm-Lehmbruck-Preis der Stadt Duisburg
- 1975: Bundesverdienstkreuz 1. Klasse